# وسام العابدي
وسام العابدي، من مواليد 2 أفريل 1979 في تونس، لاعب كرة قدم تونسي.و قد كان يلعب مع نادي الزمالك المصري وتألق بشده مع المدير الفنى هنرى ميشيل ولكن سرعان ما عاد إلى مقاعد البدلاء بعد اقالة المدير الفنى وكان لوسام مردود فنى قوى وكبير ولكن ظروف النادى آنذاك لم تسمح له بالتألق.كما يلعب مع منتخب تونس لكرة القدم. وهو الآن يلعب مع الترجي الرياضي التونسي.

## روابط خارجية
- وسام العابدي على موقع الاتحاد الدولي (مؤرشف)  (الإنجليزية)
- وسام العابدي على موقع قاعدة بيانات كرة القدم.إي يو (الإنجليزية)
- وسام العابدي على موقع ناشيونال فوتبول تيمز (الإنجليزية)
- وسام العابدي على موقع كووورة